# Дрімлюгові
Дрімлюгові (Caprimulgidae) — родина нічних або присмеркових птахів середнього розміру з довгими крилами, короткими ногами та короткими дзьобами. представники родини поширені по всьому світу. Живляться переважно нічними комахами. Ноги більшості видів маленькі, крила загострені. Оперення забарвлене в захисні кольори, нагадує кору та листя дерев. Деякі види сидять уздовж гілки, а не впоперек, як більшість птахів, що дозволяє них краще ховатися удень. Зазвичай відкладають одне або два яйця, прямо на землю.

## Класифікація
- †Ventivorus Mourer-Chauviré 1988
- Підродина Eurostopodinae[1]
  - Рід Eurostopodus (7 видів)
  - Рід Lyncornis (2 види)
- Підродина Caprimulginae
  - Рід Gactornis  - 1 вид
  - Рід Nyctipolus – (2 види)
  - Рід Nyctidromus – (2 види)
  - Рід Hydropsalis – (4 види)
  - Рід Siphonorhis – (2 види)
  - Рід Nyctiphrynus – (4 види)
  - Рід Phalaenoptilus – 1 вид
  - Рід Antrostomus – (12 видів)
  - Рід Caprimulgus – (40 видів)
  - Рід Setopagis – (4 види)
  - Рід Uropsalis – (2 види)
  - Рід Macropsalis – 1 вид
  - Рід Eleothreptus – (2 види)
  - Рід Systellura – (2 види)
- Підродина Chordeilinae
  - Рід Chordeiles (6 видів)
  - Рід Nyctiprogne (2 види)
  - Рід Lurocalis (2 види)